# Список советских футболистов — кавалеров государственных наград
Список футболистов-кавалеров государственных наград — список всех советских и российских футболистов, тренеров по футболу, судей, функционеров и журналистов, получивших государственные награды.

## Критерии внесения в список
- Награды получены за достижения (трудовые успехи) исключительно в футболе.
- Все награды получены лицами, непосредственно имевшими отношение к футболу.
- Футболисты и тренеры (действующие и завершившие карьеру), судьи.
- Функционеры, действующие и завершившие карьеру, работавшие в Федерации футбола СССР, РФС, ПФЛ.
- Обслуживающий персонал футбольных команд (администраторы, врачи, массажисты).
- Журналисты (печатные и электронные СМИ), пишущие на футбольные темы, комментирующие матчи.

## Хронологический список

### 1937

#### Орден Ленина
- Николай Старостин («Спартак» Москва)

#### Орден Трудового Красного Знамени
- Александр Старостин («Спартак» Москва)
- Сергей Ильин («Динамо» Москва)

#### Орден «Знак Почёта»
- Анатолий Акимов («Спартак» Москва)
- Станислав Леута («Спартак» Москва)
- Андрей Старостин («Спартак» Москва)
- Лев Корчебоков («Динамо» Москва)
- Петр Дементьев («Динамо» Ленинград)
- Шота Шавгулидзе («Динамо» Тбилиси)
- Константин Щегоцкий («Динамо» Киев)
- Иван Андреев («Локомотив» Москва)
- Алексей Столяров («Локомотив» Москва)[1]
- Василий Смирнов[2]

### 1941

#### Орден «Знак Почёта»
- Гайоз Джеджелава
- Борис Пайчадзе[3]

### 1944

#### Медаль «За трудовую доблесть»
- Владимир Егоров[4]

### 1945

#### Медаль «За трудовую доблесть»
- Петр Дементьев[5]

### 1946

#### Орден Красной Звезды
- Гайоз Джеджелава
- Борис Пайчадзе

#### Медаль «За трудовую доблесть»
- Артём Маркаров
- Виктор Панюков
- Сергей Шудра

#### Медаль «За трудовое отличие»
- Михаил Бердзенишвили
- Григорий Гагуа
- Борис Фролов
- Аслан Харбедия

### 1948

#### Орден Трудового Красного Знамени
- Лев Корчебоков (тренер «Динамо» Минск)

### 1949

#### Орден Трудового Красного Знамени
- Михаил Козлов

#### Медаль «За трудовую доблесть»
- Михаил Товаровский

### 1954

#### Орден «Знак Почёта»
- Александр Тавельский

### 1957

#### Орден Ленина
- Всеволод Бобров (награждён как хоккеист, хоккей с шайбой)
- Игорь Нетто

#### Орден Трудового Красного Знамени
- Анатолий Башашкин
- Автандил Гогоберидзе
- Валентин Гранаткин
- Николай Дементьев
- Гавриил Качалин
- Николай Латышев
- Николай Озеров (Гостелерадио СССР)
- Борис Пайчадзе
- Никита Симонян
- Григорий Федотов
- Михаил Якушин
- Лев Яшин

#### Орден «Знак Почёта»
- Владимир Агеевец
- Анатолий Акимов
- Борис Аркадьев
- Константин Бесков
- Михаил Бутусов
- Николай Гуляев
- Петр Дементьев
- Гайоз Джеджелава
- Ниязи Дзяпшипа
- Владимир Егоров (награждён как тренер по хоккею с шайбой)
- Леонид Иванов
- Анатолий Ильин
- Виктор Карпов
- Константин Крижевский
- Олег Макаров
- Владимир Мошкаркин
- Алексей Парамонов
- Григорий Пинаичев
- Владимир Рыжкин
- Сергей Сальников
- Михаил Семичастный
- Вадим Синявский (Гостелерадио СССР)
- Алексей Соколов
- Василий Соколов
- Вячеслав Соловьев
- Эдуард Стрельцов
- Борис Татушин
- Николай Тищенко
- Василий Трофимов
- Владимир Туркия

#### Медаль «За трудовую доблесть»
- Николай Балакин
- Михаил Бозененков
- Виталий Голубев
- Валентин Иванов
- Арутюн Кегеян
- Арчил Кикнадзе
- Михаил Коман
- Павел Коротков (награждён как хоккейный функционер)
- Борис Кузнецов
- Владимир Маргания
- Александр Пономарев
- Борис Разинский
- Владимир Степанов
- Алексей Хомич
- Владимир Элошвили

### 1959

#### Орден Трудового Красного Знамени
- Василий Трофимов (награждён как тренер по хоккею с мячом)

### 1960

#### Орден Ленина
- Лев Яшин

#### Орден «Знак Почёта»
- Юрий Войнов
- Валентин Иванов

#### Медаль «За трудовую доблесть»
- Валентин Бубукин

### 1961

#### Орден Трудового Красного Знамени
- Михаил Товаровский

### 1964

#### Орден «Знак Почёта»
- Михаил Бозененков

### 1966[6]

#### Орден «Знак Почёта»
- Михаил Месхи
- Слава Метревели

#### Медаль «За трудовую доблесть»
- Автандил Гогоберидзе
- Александр Котрикадзе
- Шота Яманидзе

### 1968[7]

#### Орден Трудового Красного Знамени
- Виктор Маслов

#### Орден «Знак Почёта»
- Ахмед Алескеров
- Альберт Денисенко
- Алекпер Мамедов
- Фёдор Мартынюк
- Олег Ошенков
- Марк Розин
- Александр Севидов

#### Медаль «За трудовую доблесть»
- Хамид Рахматуллаев
- Муртаз Хурцилава
- Василий Трофимов (награждён как хоккеист, хоккей с мячом)

#### Медаль «За трудовое отличие»
- Михаил Мустыгин

### 1969

#### Медаль «За трудовую доблесть»
- Валерий Маслов (награждён как хоккеист, хоккей с мячом)

### 1970

#### Орден Трудового Красного Знамени
- Тофик Бахрамов

### 1971

#### Орден Трудового Красного Знамени
- Лев Яшин

#### Орден «Знак Почёта»
- Валерий Лобановский
- Николай Ряшенцев
- Никита Симонян

### 1972

#### Орден Трудового Красного Знамени
- Гайоз Джеджелава
- Александр Старостин

#### Медаль «За трудовое отличие»
- Евгений Рудаков
- Муртаз Хурцилава

### 1973

#### Орден «Знак Почёта»
- Юрий Ваньят (газета «Труд»)

### 1976

#### Орден «Знак Почёта»
- Николай Ряшенцев

#### Медаль «За трудовое отличие»
- Владимир Астаповский
- Л. А. Саркисов (начальник управления Спорткомитета г. Сочи, судья всесоюзной категории)

### 1978

#### Орден «Знак Почёта»
- Лев Лебедев (газета «Правда»)

### 1979

#### Орден Дружбы Народов
- Михаил Сушков

### 1980

#### Орден Трудового Красного Знамени
- Николай Ряшенцев

#### Орден Дружбы Народов
- Владимир Агеевец
- Константин Бесков
- Юрий Ваньят (газета «Труд»)
- Андрей Старостин (общество «Спартак»)
- А. М. Чайковский (журнал «Физкультура и спорт»)

#### Орден «Знак Почёта»
- Лев Филатов (еженедельник «Футбол-Хоккей»)
- Н. П. Боровков (Центральный стадион имени В. И. Ленина)
- А. А. Горбунов (ТАСС)
- В. Г. Дмитрук («Спортивная газета»)
- В. А. Жильцов (изд-во «Физкультура и спорт»)
- В. Я. Злочевский (Викторов) (журнал «Огонек»)
- Вячеслав Колосков
- Владимир Маслаченко (Гостелерадио СССР)
- В. А. Новоскольцев («Спортивные игры»)
- Николай Озеров (Гостелерадио СССР)
- Э. И. Пасютин («Известия»)
- Виктор Понедельник («Советский спорт»)
- Николай Разумовский (Мосгорисполком)
- К. В. Роменский (Спорткомитет СССР)
- Д. Л. Рыжков («Советский спорт»)
- Александр Рысцов[8]
- Борис Федосов («Известия»)
- Борис Хавин («Спорт за рубежом»)
- Владимир Алешин

#### Медаль «За трудовую доблесть»
- А. Н. Бочинин (журнал «Огонёк»)
- В. А. Ватутин (газета «Труд»)
- С. П. Шачин («Комсомольская правда»)
- А. А. Шифрин («Социалистическая индустрия»)
- М. Г. Шлаен («Красная звезда»)
- Анатолий Васильев[9]
- Геннадий Жиздик

#### Медаль «За трудовое отличие»
- М. Н. Боташев (журнал «Физкультура и спорт»)
- Л. Л. Гориловский (журнал «Старт»)
- А. А. Исаев («Пионерская правда»)
- В. М. Оспищев («Неделя»)
- Л. Ф. Трахтенберг («Московский комсомолец»)

### 1981

#### Орден Дружбы Народов
- Валентин Николаев
- Гавриил Качалин

#### Орден «Знак Почёта»
- Сергей Полевой

### 1982

#### Орден Дружбы Народов
- Николай Старостин

### 1983

#### Орден Трудового Красного Знамени
- Эдуард Малофеев

### 1985

#### Орден Ленина
- Константин Бесков

#### Орден «Знак Почёта»
- Ринат Дасаев
- Фёдор Черенков

#### Медаль «За трудовую доблесть»
- Олег Кучеренко

### 1986

#### Орден Трудового Красного Знамени
- Владимир Алешин

#### Орден «Знак Почёта»
- Виктор Ворошилов

#### Медаль «За трудовое отличие»
- Геннадий Орлов

### 1987

#### Орден Ленина
- Николай Старостин

#### Орден Трудового Красного Знамени
- Валерий Лобановский

### 1988

#### Орден «Знак Почёта»
- Николай Озеров (Гостелерадио СССР)

### 1989

#### Орден Дружбы Народов
- Алексей Михайличенко
- Вячеслав Колосков

#### Орден Трудового Красного Знамени
- Анатолий Бышовец

#### Орден Почёта
- Владимир Сальков
- Дмитрий Харин
- Алексей Чередник
- Виктор Лосев
- Сергей Горлукович
- Владимир Лютый
- Евгений Кузнецов
- Юрий Савичев
- Игорь Добровольский

#### Медаль «За трудовое отличие»
- Валентин Иванов

### 1990

#### Герой Социалистического Труда,Орден Ленина
- Николай Старостин
- Лев Яшин

## Не вошедшие в список
Есть данные, что следующие персоналии получали государственные награды, но год присвоения не установлен:
- Алексей Пономарев — орден «Знак Почёта»[10]
- Константин Жибоедов — орден Ленина, орден «Знак Почёта»
- Николай Тананаев — 1-й пред. комитета Киевской футбольной лиги, орден Ленина (1951), орден «Знак Почёта» (1945) (награжден за научные достижения)
- Паруйр Парсаданов (судья) — два ордена Трудового Красного Знамени
- Владимир Туркия — орден Трудового Красного Знамени
- Игорь Фесуненко — орден «Знак Почёта» и медаль «За трудовое отличие»
- Владимир Маслаченко — медаль «За трудовое отличие»
- Николай Люкшинов — медали «За трудовую доблесть» и «За трудовое отличие»

### Исключения
Также в список награждённых не вошли футболисты, которые за достижения на футбольном поле получили награды военного времени.

#### Участники «Матча смерти» в 1942
В 1965 году, в годовщину 20-летия Победы, Указом Президиума Верховного Совета СССР медалью «За отвагу» посмертно наградили футболистов-участников «мифического» «Матча смерти» в 1942 году Николая Трусевича, Алексея Клименко, Ивана Кузьменко и Николая Коротких. Ещё шестерых участников тех событий — Владимира Балакина, Макара Гончаренко, Михаила Мельника, Михаила Путистина, Михаила Свиридовского, Василия Сухарева — отметили медалью «За боевые заслуги».
По другим данным, Клименко и Путистин в числе награждённых отсутствовали. Также есть данные, что Путистин сам отказался от награды из-за многочисленных подозрений органов КГБ в «неблагонадежности».

#### Футболисты«Зенита» (Ленинград)
По итогам финального матча на Кубок СССР по футболу 1944 года против ЦДКА, выигранного ленинградцами со счетом 2:1, все одиннадцать футболистов (и главный тренер) получили медаль «За оборону Ленинграда» — Леонид Иванов, Николай Копус, Иван Куренков, Алексей Пшеничный, Алексей Яблочкин, Виктор Бодров, Борис Левин-Коган, Николай Смирнов, Борис Чучелов, Алексей Ларионов, Сергей Сальников и Константин Лемешев.